# Krotî, Pîreatîn
Krotî (în ucraineană Кроти) este un sat în comuna Davîdivka din raionul Pîreatîn, regiunea Poltava, Ucraina.

## Demografie
Componența lingvistică a localității Krotî
     Ucraineană (97,65%)
     Rusă (1,76%)
     Alte limbi (0,58%)
Conform recensământului din 2001, majoritatea populației localității Krotî era vorbitoare de ucraineană (97,65%), existând în minoritate și vorbitori de rusă (1,76%).